# Sebastião Leônidas
Sebastião Leônidas est joueur puis entraîneur de football brésilien né le 6 avril 1938 à Jerônimo Monteiro au Brésil.

## Biographie
Il débute à l'América Football Club en 1957 où il joue jusqu'en 1962. Il porte ensuite les couleurs du Botafogo de Futebol e Regatas de 1966 à 1971. Il y est champion de l'État de Rio en 1967 et 1968 et remporte également la Taça Brasil 1968. 
Il est sélectionné en équipe du Brésil à trois reprises entre 1966 et 1968. 
Après sa carrière de joueur, il est entraîneur du Botafogo à de nombreuses reprises : 1972, 1977, 1983, 1986. Il entraîne également le Ceará Sporting Club, la Volta Redonda Futebol Clube et l'ABC Futebol Clube. 

## Palmarès de joueur
- Tournoi Rio-São Paulo de football en 1966.
- Championnat de Rio de Janeiro de football en 1967 et 1968.
- Taça Brasil en 1968.